# Laurinichthys
Laurinichthys è un genere estinto di pesci ossei della famiglia Gempylidae e dell’ordine Scombriformes. L'unica specie nota è Laurinichthys boschelei, conosciuta per un fossile trovato vicino a Trento (Italia settentrionale) e risalente all'Eocene inferiore (Ypresiano).

## Etimologia
Il nome Laurinichthys deriva dal leggendario Re Laurino, figura mitologica del folklore del Trentino-Alto Adige, dove è stata rinvenuta la specie tipo, e dal greco antico "ἰχθύς" ("ichthys"), che significa "pesce".
La specie tipo, Laurinichthys boschelei, è dedicata a Sergio Boschele, scopritore e donatore dell’unico esemplare noto.

## Descrizione
Laurinichthys boschelei è rappresentato da un solo esemplare fossile (olotipo MUSE-PAL-SB 2464), uno scheletro articolato incompleto, privo della pinna caudale, lungo 54 mm dalla punta del premascellare all’ultima vertebra preservata.
Il corpo era sottile, allungato, con la massima profondità nella regione cefalica e in prossimità delle pinne pelviche. La testa è allungata e appuntita verso il muso, con un'orbita centrale grande e ovale.
Laurinichthys presenta una combinazione unica di caratteri diagnostici all’interno dei Gempylidae: corpo moderatamente profondo e compresso lateralmente; mascella superiore con un’unica zanna lunga e 20 denti conici più piccoli; mascella inferiore con una zanna lunga e almeno nove denti conici minori; otto raggi branchiostegali; 16 vertebre addominali; prima pinna dorsale con 18 spine; seconda dorsale con due spine seguite da almeno 15 raggi; pinna pettorale con 14 raggi; scaglie molto piccole e decidue.

## Classificazione
Il genere Laurinichthys è stato descritto nel 2025 in base a un esemplare fossile proveniente dalla Formazione di Chiusole (Ypresiano, Eocene inferiore) all’interno di uno strato di marna calcarea ricca in sostanza organica presso Solteri (Trento, Italia settentrionale).
Il genere è assegnato ai Gempylidae per la presenza di mascelle grandi con zanne, mesetmoide ed etmoide laterale allungati, premascellare con processo ascendente corto e processo postmascellare non espanso, piccolo supramaxilla, assenza di forame bericiforme, due pinne dorsali distinte, base della prima dorsale più lunga della seconda, supracleithrum allungato e cleitro privo di protuberanza posteriore. La pinna pettorale è inserita in basso lungo il fianco, più corta della testa.
Laurinichthys si distingue dagli Euzaphlegidae per la presenza di fauci armate con zanne, supramaxilla presente, assenza di pterigiopodi senza raggi tra le dorsali e conteggi diversi nei raggi delle pinne.
Non può essere incluso nei Trichiuridae a causa della dentizione (zanne coniche non compresse) e per la base della prima dorsale più lunga della seconda, mentre nei trichiuridi accade l'opposto.
Si distingue da molti generi estinti (come Abadzekhia e Argestichthys) e attuali per la combinazione di dentizione, mancanza di finlette, cresta sopraoccipitale elevata e pinne pelviche ben sviluppate, assenti in molti generi viventi come Hemithyrsites, Nealotus, Rexea e Rexichthys.

## Paleoecologia
Laurinichthys faceva parte di una fauna mesopelagica del Mare Tetide nel corso dell’Eocene, in un ambiente tropicale ben ossigenato e ricco di nutrienti. Probabilmente aveva abitudini predatrici, nutrendosi di piccoli organismi marini.